# A Bathing Ape

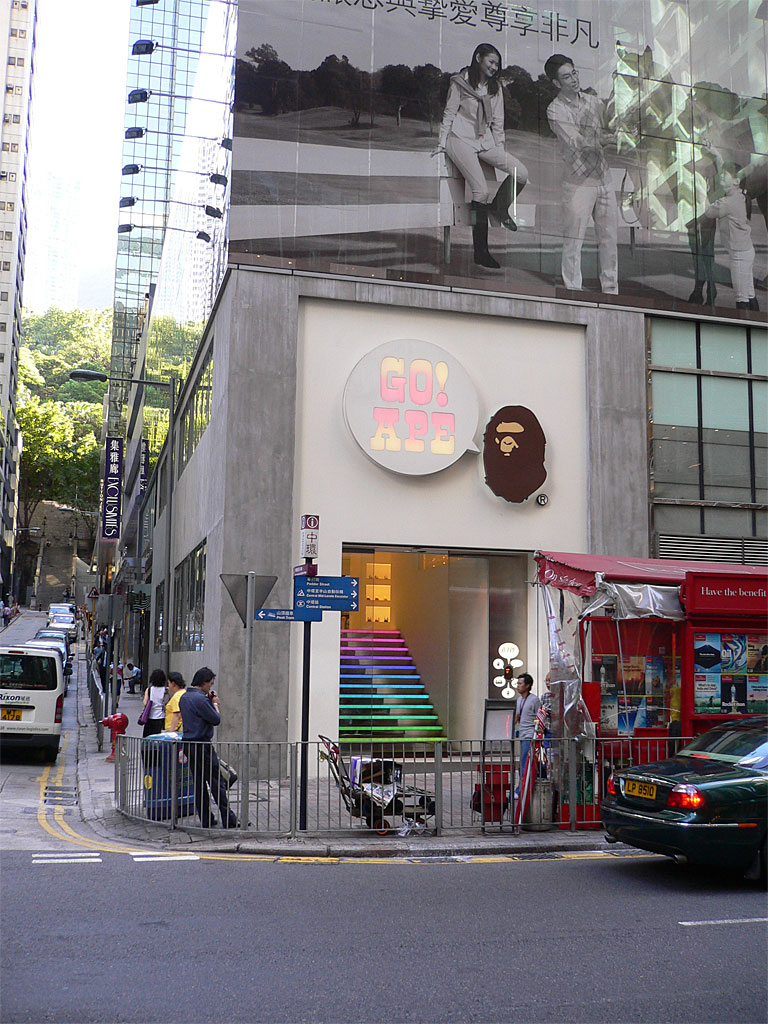
En Bathing Ape affär på Queens Road i centrala Hongkong.

A Bathing Ape, ofta förkortat till Bape, är ett japanskt streetwear-klädmärke grundat 1993 av designern Tomoaki Nagao, oftare kallad Nigo. Märkets logotyp och tema har sitt ursprung i de första Apornas Planet-filmerna. En genomgående och återkommande tagline i märkets reklam är "ape shall never kill ape", en referens till Apornas Planet-filmerna. "Ape shall never kill ape" är den gyllene regeln som apornas högtstående civilisation grundar sig på.
Märket var mycket populärt i Japan under senare hälften av 1990-talet, och eftersom det burits av hiphop-celebriteter som Pharrell Williams, Jay-Z och  Soulja Boy har gjort att Bape fått spridning även i väst. Det finns för närvarande ca 20 officiella A bathing ape-butiker i exempelvis Kyoto, Osaka, SoHo, New York och London. Butikerna är alla diskret utformade och är avsiktligt förlagda så att de ska vara svåra att hitta. Detta är typiskt för Bapes filosofi, i upplägget ingår att plaggen tillverkas i begränsade upplagor, vilket gör dem svåra att få tag på, och följaktligen mer åtråvärda. Bape har till och med en policy att kunderna inte tillåts köpa flera ex av plagget åt gången och tillika bara i köparens storlek. Detta för att förhindra att folk säljer plaggen på svarta marknaden, för som Nigo säger, "I really don't want a lot of people wearing my clothes". Trots detta är det inte helt ovanligt att hitta plaggen på exempelvis eBay.
Märket omnämndes påfallande ofta i det stilbildande svenska mode-magasinet Bibel i slutet av 1990-talet.